# Killer Queen
Singles de Queen
Seven Seas of Rhye
(1974) Now I'm Here
(1975)
Killer Queen est une chanson du groupe Queen parue sur l'album Sheer Heart Attack, comme single double face A avec Flick of the Wrist en 1973.
Écrite et composée par Freddie Mercury, la chanson connait un énorme succès à sa sortie en 45 tours, prenant la seconde place du classement britannique UK Singles Chart le 11 octobre 1973. Ce titre est l'un des déclencheurs de la carrière de Queen, après un premier album qui s'est peu vendu et un second qui, pour sa part, a apporté au groupe son premier succès commercial grâce notamment à la chanson Seven Seas of Rhye. En 2014, les lecteurs du magazine Rolling Stone la classent à la 9e place de leurs chansons préférées de Queen.

## Autour de la chanson
La chanson, selon Freddie Mercury, démontre que « même en étant de la haute, on peut être une pute. Cette chanson est sur une prostituée de luxe ». Il y cite notamment le nom de Marie-Antoinette, reine de France, dans la première strophe : « Let them eat cake, she says, just like Marie-Antoinette » (« Qu'ils mangent de la brioche, dit-elle, tout comme Marie-Antoinette », vers qui fait référence à l'épisode de la brioche : ayant appris que le peuple n'avait plus de pain, la reine se serait exclamée : « Ils n'ont pas de pain ? Qu'ils mangent de la brioche ! » (cette citation est en réalité apocryphe).
Certains voient dans la chanson un aveu caché de l'homosexualité de Freddie Mercury ; Eric Hall, attaché de presse d'EMI à l'époque de la sortie du single, a affirmé après la mort de Mercury que cette chanson lui a été dédiée pour avoir refusé les avances du chanteur. « Il m'a dit : J'ai écrit cette chanson pour toi, je suis la reine [Queen en anglais] et tu es le tueur [killer] parce que tu ne veux pas de moi ».

## Reprises
La chanson Killer Queen a été reprise par le groupe Arid dans la compilation Glittering 2000. En 2018, le groupe australien 5 Seconds of Summer en fait également une reprise.

## Classements hebdomadaires
| Classements (1974-1975)                 | Meilleure place |
| --------------------------------------- | --------------- |
| Allemagne (Media Control AG)            | 12              |
| Australie (Kent Music Report)           | 24              |
| Autriche (Ö3 Austria Top 40)            | 10              |
| Belgique (Flandre Ultratop 50 Singles)  | 7               |
| Belgique (Wallonie Ultratop 50 Singles) | 35              |
| Canada (RPM Top Singles)                | 15              |
| États-Unis (Hot 100)                    | 12              |
| États-Unis (Cash Box Top 100)           | 12              |
| Pays-Bas (Single Top 100)               | 3               |
| Pays-Bas (Single Tip)                   | 1               |
| Québec (BANQ)                           | 24              |
| Royaume-Uni (UK Singles Chart)          | 2               |
| Yougoslavie                             | 4               |

| Classements (2018) | Meilleure place |
| ------------------ | --------------- |
| Australie (ARIA)   | 85              |
| France (SNEP)      | 168             |

## Certifications
| Pays              | Ventes    | Certifications |
| ----------------- | --------- | -------------- |
| Royaume-Uni (BPI) | 250 000 + | Argent         |

## Dans la culture populaire
La chanson est utilisée dans une bande-annonce du film Atomic Blonde (2017).
La suite de la comédie horrifique The Babysitter de McG est intitulée The Babysitter: Killer Queen (2020) et la chanson y est présente.
Killer Queen est le nom du stand du grand  Yoshikage Kira, antagoniste principal de la quatrième partie du manga JoJo's Bizarre Adventure. À noter que Killer Queen possède, sur son bras droit, Sheer Heart Attack, et, possède une troisième forme se nommant Bites The Dust, inspiré du single Another One Bites the Dust. Comme de nombreux noms d'éléments de JoJo's Bizarre Adventure inspirés du monde de la musique, son nom fut changé à l'internationale pour Deadly Queen.
La chanson a été décortiquée, instrument par instrument, par la radio Angelena.